# Brachiosaurus
Brachiosaurus altithorax
Genre
Espèce
Brachiosaurus est un genre fossile de dinosaures appartenant au groupe des sauropodes et à la famille des brachiosauridés.
Les fossiles « historiques » les mieux conservés de l'espèce type et seule espèce aujourd'hui clairement rattachée au genre, Brachiosaurus altithorax, ont été découverts dans le Colorado.

## Historique
Dix-neuf collections de fossiles sont recensés en 2024. Ces animaux ont vécu au Jurassique supérieur (Kimméridgien et Tithonien), soit il y a environ entre 155 et 145 millions d'années.  D'autres os plus isolés ont été également trouvés dans d'autres États des États-Unis comme l'Oklahoma, l'Utah et le Wyoming,,.

## Étymologie
Le nom du genre Brachiosaurus a été construit par Elmer Samuel Riggs à partir de termes issus du grec ancien, βραχίων [brachiôn], « bras », et σαυρος [sauros], « lézard », ce qui peut se comprendre comme « lézard à bras ». Ce nom fait référence à la longueur disproportionnée de ses membres antérieurs par rapport à ses membres postérieur, en lien avec sa spécialisation alimentaire qui aboutit à une différenciation de niche : comme son proche parent, le Giraffatitan, il broutait des feuilles à la cime des arbres tels que les ginkgos et les cycas, des aiguilles sur les conifères, des prêles et des fougères arborescentes. Cette stratégie d'alimentation en hauteur lui permettait d'exploiter sans grande dépense énergétique de grandes surfaces de couvert végétal et d'atteindre des sources de nourriture à des hauteurs inaccessibles pour de nombreux autres herbivores.

## Liste des espèces
- Brachiosaurus altithorax[7] (espèce type)

### Ancienne espèce affectée
- Brachiosaurus brancai (exclue du genre Brachiosaurus en 1988, cette espèce est désormais classée dans le genre Giraffatitan.)

## Description

Comparaison de taille entre un humain et un Brachiosaurus altithorax

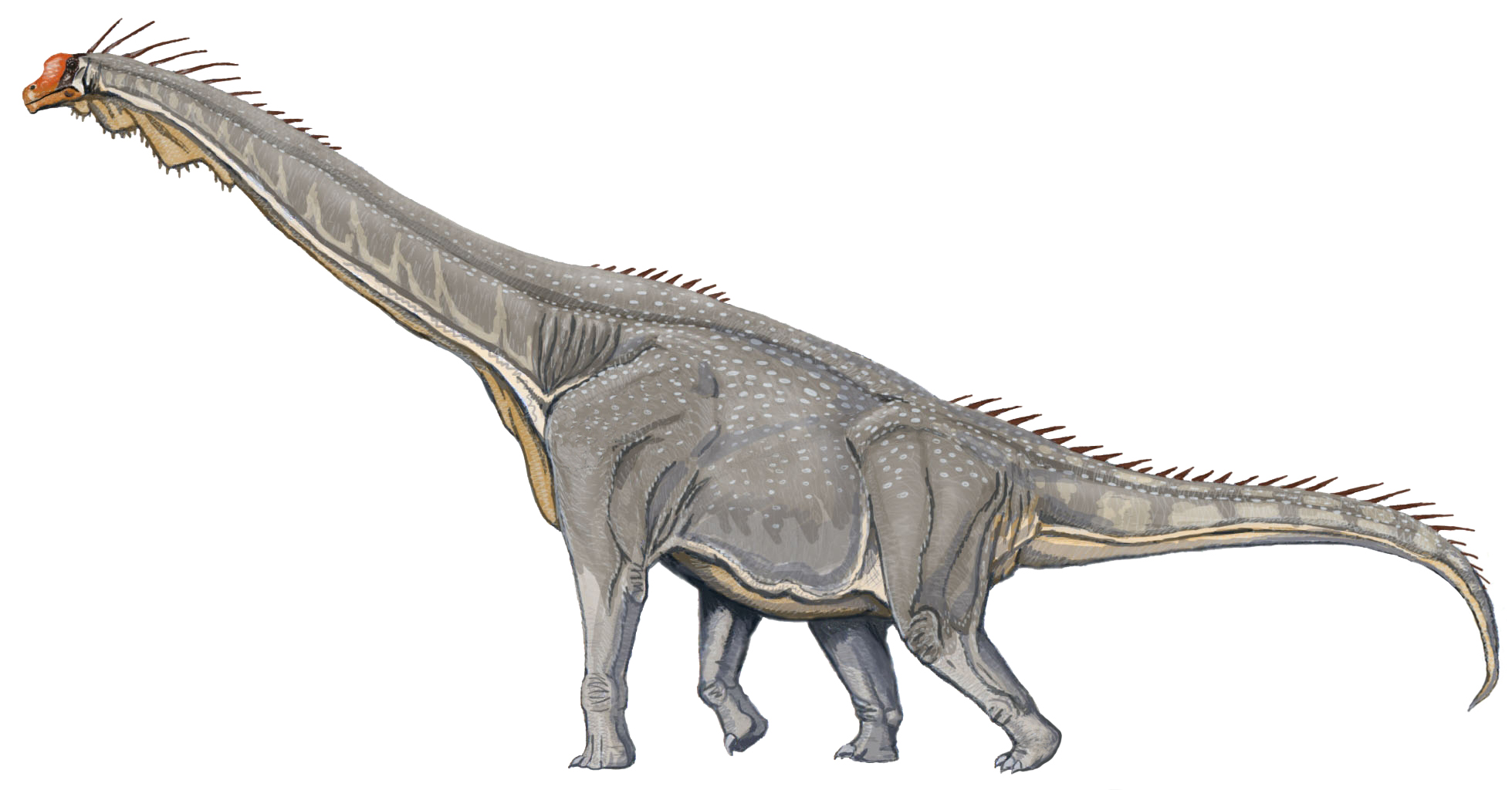
Restitution de Brachiosaurus altithorax, l’espèce type du genre, par le paléoartiste Dimitri Bogdanov.

Brachiosaurus est l’un des plus grands et des plus gros animaux terrestres qui aient jamais existé.
Il mesurait 25 mètres de long, 12 mètres de haut et pesait entre 32 et 50 tonnes. La longueur de son cou (12 vertèbres de 70 centimètres) a créé des débats parmi les paléontologues. Certains pensent qu’il n’était pas suffisamment musclé pour le dresser à la manière d’une girafe. Il est certain que le sang devait avoir une pression importante pour qu’il pût atteindre son cerveau haut perché.
La morphologie du Brachiosaurus lui permettait de balancer son cou, de droite à gauche, de bas en haut, jusqu’à la hauteur d’un immeuble de quatre étages. Il pouvait donc brouter les cycas autant qu’atteindre la cime des arbres pour se nourrir (conifères et fougères arborescentes). La digestion s’effectuait dans un gésier et un cæcum. On pense que les brachiosaures se déplaçaient en petits troupeaux, les adultes protégeant les plus jeunes des grands prédateurs théropodes.

## Systématique

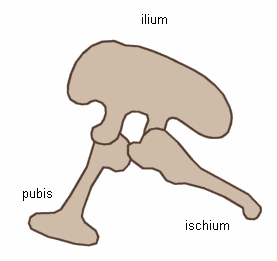
Bassin de saurischien

Brachiosaurus appartient à l'ordre des saurischiens.
Il existe 2 grands ordres de dinosaures : les ornithischiens et les saurischiens.
Les dinosaures ornithischiens sont caractérisés par un bassin ressemblant à celui des oiseaux, contrairement aux saurischiens qui possèdent un bassin de reptile.
Les saurischiens sont divisés en 2 sous-ordres : les théropodes (Tyrannosaurus, Velociraptor…), et les sauropodomorphes (Diplodocus, Apatosaurus…).
Brachiosaurus fait partie des sauropodomorphes, qui se divisent en 2 infra-ordres : les prosauropodes et les sauropodes, les célèbres dinosaures « à long cou ». Brachiosaurus fait partie des sauropodes et fait partie du clade des macronaria scindé en de nombreuses familles : titanosauridés, brachiosauridés, euhelopodidés, camarasauridés et huanghetitanidés. La famille des brachiosauridés inclut les plus hauts dinosaures ayant jamais existé. Les membres de cette famille ont vécu dans ce qui était l'Amérique du Nord (États-Unis), en Europe (Portugal) et en Afrique (Algérie, Tanzanie).

## Classification
Cladogramme d'après Michael D. D'Emic (2012)
|  | Brachiosaurus                                                                               |
|  |                                                                                             |
|  | \| \| Abydosaurus \| \| \| \| \| \| Cedarosaurus \| \| \| \| \| \| Venenosaurus \| \| \| \| |
|  |                                                                                             |
|  | Abydosaurus                                                                                 |
|  |                                                                                             |
|  | Cedarosaurus                                                                                |
|  |                                                                                             |
|  | Venenosaurus                                                                                |
|  |                                                                                             |

|  | Abydosaurus  |
|  |              |
|  | Cedarosaurus |
|  |              |
|  | Venenosaurus |
|  |              |

|  | Brachiosaurus                                                                               |
|  |                                                                                             |
|  | \| \| Abydosaurus \| \| \| \| \| \| Cedarosaurus \| \| \| \| \| \| Venenosaurus \| \| \| \| |
|  |                                                                                             |
|  | Abydosaurus                                                                                 |
|  |                                                                                             |
|  | Cedarosaurus                                                                                |
|  |                                                                                             |
|  | Venenosaurus                                                                                |
|  |                                                                                             |

|  | Abydosaurus  |
|  |              |
|  | Cedarosaurus |
|  |              |
|  | Venenosaurus |
|  |              |

|  | Brachiosaurus                                                                               |
|  |                                                                                             |
|  | \| \| Abydosaurus \| \| \| \| \| \| Cedarosaurus \| \| \| \| \| \| Venenosaurus \| \| \| \| |
|  |                                                                                             |
|  | Abydosaurus                                                                                 |
|  |                                                                                             |
|  | Cedarosaurus                                                                                |
|  |                                                                                             |
|  | Venenosaurus                                                                                |
|  |                                                                                             |

|  | Abydosaurus  |
|  |              |
|  | Cedarosaurus |
|  |              |
|  | Venenosaurus |
|  |              |

|  | Brachiosaurus                                                                               |
|  |                                                                                             |
|  | \| \| Abydosaurus \| \| \| \| \| \| Cedarosaurus \| \| \| \| \| \| Venenosaurus \| \| \| \| |
|  |                                                                                             |
|  | Abydosaurus                                                                                 |
|  |                                                                                             |
|  | Cedarosaurus                                                                                |
|  |                                                                                             |
|  | Venenosaurus                                                                                |
|  |                                                                                             |

|  | Abydosaurus  |
|  |              |
|  | Cedarosaurus |
|  |              |
|  | Venenosaurus |
|  |              |

## Découverte
Le premier exemplaire de Brachiosaurus fut découvert en 1900 à Grand River Valley, dans l'ouest du Colorado, par Elmer S. Riggs. Un célèbre squelette quasiment complet fut découvert par l'université de Berlin (l'actuelle Université Humboldt de Berlin) en Tanzanie (Afrique) entre 1909 et 1913 et fut longtemps attribué sans opposition au genre Brachiosaurus. Des ossements furent découverts en Algérie en 1958. En 1988, le paléontologue américain Gregory Scott Paul suggéra l'idée qu'en réalité le spécimen africain n'appartient pas au genre Brachiosaurus. Il proposa alors un autre nom de genre, Giraffatitan, qui fait consensus auprès de certains chercheurs mais pas auprès de certains autres, qui estiment que le spécimen de Tanzanie est un individu de grande taille appartenant au genre Brachiosaurus. Ce squelette de Giraffatitan (ou Brachiosaurus, selon les sources) est depuis 1933 en exposition permanente au musée d'histoire naturelle de Berlin, en Allemagne. En 2005 il a été remonté à nouveau en appliquant les connaissances anatomiques du XXIe siècle.

## Paléoécologie

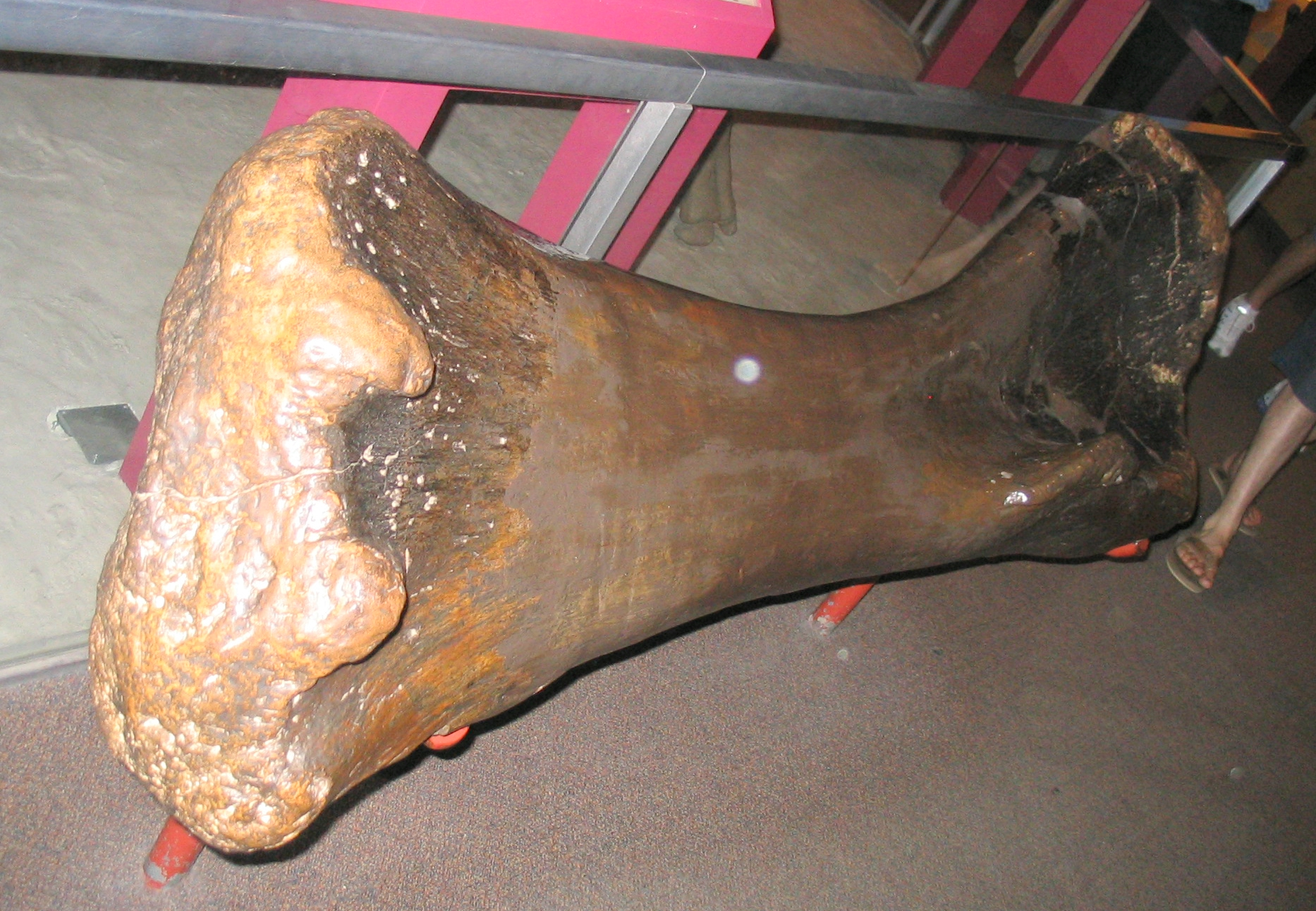
Os de la patte postérieure d'un Brachiosaurus, Smithsonian museum of Natural History, Washington D.C.

Brachiosaurus était un des plus grands dinosaures du Jurassique. Il a vécu dans des paysages dominés par des prairies remplies de fougères, de bennettitales et d'équisetum, et il se déplaçait à travers de vastes forêts de conifères et de bosquets de cycas, de ptéridospermatophytes et de ginkgos. Parmi ses contemporains, on peut citer Stegosaurus (un grand quadrupède possédant de grandes plaques dorsales), Dryosaurus (un petit herbivore agile), Apatosaurus (un sauropode) et Diplodocus (l'un des plus longs dinosaures connus).

## Paléobiologie

### Tête
Brachiosaurus avait une tête épaisse en forme de dôme, avec un museau large et plat. Mais comparée à son corps, elle était minuscule. Ses mâchoires étaient caractérisée par des dents en forme de pieu. Il possédait des naseaux situés au sommet de sa tête, ce qui a longtemps fait penser aux paléontologues que Brachiosaurus vivait la plupart de son temps sous l'eau. On sait aujourd'hui que la pression de la grande profondeur d'eau nécessaire à immerger ce dinosaure aurait rendu sa respiration impossible. On pense aussi qu'il est possible que ses ouvertures nasales avaient une fonction de régulation thermique : ces ouvertures auraient pu être tapissées de peau humide, qui aurait pu aider à rafraîchir le cerveau du Brachiosaurus en cas de climat trop chaud.

### Cou
Le cou du Brachiosaurus est extrêmement long ; il mesurait environ la moitié de sa hauteur. Il ne possède pas plus de vertèbres que les autres sauropodes, mais ces dernières étaient cependant 3 fois plus longues que ses vertèbres dorsales.

## Brachiosaurusdans la culture populaire
Le brachiosaure est, avec Apatosaurus, Diplodocus et le brontosaure, l'un des dinosaures sauropodes les plus populaires auprès du public, et de fait, on le retrouve dans la majorité des médias :

### Films
- Brachiosaurus est l'un des dinosaures les plus connus parmi les paléontologues et le public. Il apparaît dans plusieurs films, notamment dans l'univers de la saga Jurassic Park : Jurassic Park, Jurassic Park 3 et Jurassic World: Fallen Kingdom. Il n'est pas présent dans les romans d'origines de Michael Crichton, et remplace dans le premier film l'apatosaure, lui présent dans les romans.
- Des brachiosaures apparaissent dans Le Monde perdu.
- Le brachiosaure apparaît dans l'univers de Dinotopia, les livres, les téléfilms et la série, en tant que transport, comme les autres dinosaures, c'est une créature doué de conscience et d'intelligence humaine qui vit pacifiquement avec ces derniers.
- Une vieille femelle de brachiosaure apparaît aussi dans le film Dinosaure de Disney, sous le nom de Baylene et qui est l'une des protagonistes. Elle apparait aussi dans les jeux adaptés du film sur PlayStation.
- Dans le film Le Petit Dinosaure : Les Longs-Cous et le Cercle de lumière (2003), et dans la série télévisée de l'univers, le personnage de Fonceur (Shorty en VO) est un jeune brachiosaure orphelin, recueillit par Bron, le père de Petit-Pied. D'autres brachiosaures sont visibles dans l'univers.
- Dans L'Âge de glace 3 : Le Temps des dinosaures (2009), et le jeu vidéo éponyme sur Wii, des brachiosaures apparaissent en arrière plan et les personnages utilisent même le dos d'un d'entre eux pour s'échapper d'un ankylosaure. Deux brachiosaures apparaissent brièvement dans L'Âge de glace : Les Lois de l'Univers (2016).

### Livres
- Dans le manga One Piece, la superstar Queen de l'équipage des cent bêtes a la capacité de se transformer en brachiosaurus grâce à un fruit du démon.

### Séries
- Brachiosaurus apparaît dans quelques épisodes de la série américaine Terra Nova, l'un d'eux est tué par un personnage.
- Brachiosaurus apparaît dans l'épisode 2, "L’Ère des géants"(Time of the Titans) de la série Sur la terre des dinosaures et dans l'épisode spéciale L'Incroyable Aventure de Big Al.
- Des brachiosaures apparaissent à plusieurs reprises dans la série Le Dino Train.
- Dans les séries télévisée japonaise Super Sentai et leur adaptation américaine Power Rangers, le Brachiosaurus souvent présent en gis de robot/zord final quand le théme de la saison est les dinosaure: King Bracio/Titanus (Koryu Sentai Zyuranger/Mighty Morphin Power Rangers), AbareBlack/ranger noir & son Brachio/BrachioZord (Bakuryū Sentai Abaranger/Power Rangers Dino Tonnerre), Kyoryu Silver/Ranger Argenté & son Bragigas/Titano Zord (Zyuden Sentai Kyoryuger/Power Rangers : Dino Super Charge). seul Kishiryū Sentai Ryusoulger/Power Rangers : Dino Charge n'es possède pas

### Jeux vidéo
- Brachiosaurus apparaît dans plusieurs jeux de la saga "Jurassic Park" comme le jeu Jurassic Park Opération Génésis (2003), Jurassic World Evolution (2018) et Jurassic World Evolution 2 (2021), Lego Jurassic World (2015), mais aussi dans les jeux Androids Jurassic Park Builder (2012), Jurassic World le jeu (2015)[12] et Jurassic World: Alive (2018). Des brachiosaures apparaissent aussi au début du jeu Jurassic Park : Trespasser.
- Brachiosaurus apparaît quelquefois dans le jeu "Jurassic: The Hunted" (2009) en arrière-plan lors de certaines séquences.
- Le brachiosaure est une créature du jeu Ark Survival Evolved en addition du jeu de base, apprivoisable, résistante, grande et capable d’infliger de lourds dégâts.
- Le brachiosaure est présent dans les jeux "Carnivore Dinosaur Hunter" mais n'est pas l'un des gibiers à abattre du jeu, d’ailleurs il est immortel.
- Le brachiosaure est présent dans le jeu Android "Durango Wild Lands".

### Autres
- Un astéroïde de la ceinture d'astéroïdes a été nommée (9954) Brachiosaurus en l'honneur de ce dinosaure.